# 菊池誠一 (考古学者)
菊池誠一（きくち せいいち、1954年12月16日 - ）は、日本の考古学者、昭和女子大学名誉教授。ベトナム考古学専攻。博士（学術）

## 来歴
群馬県高崎市滝川地区（旧滝川村）生まれ。群馬県立高崎高等学校卒業。1983年学習院大学大学院人文科学研究科修士課程修了。群馬県立吉井高等学校教諭など群馬県内の高校教員を歴任。1996年昭和女子大学大学院研究所国際文化研究所所員、1999年、国際協力事業団（現、JICA）派遣短期専門家（ベトナム）。2007年から昭和女子大人間文化学部教授。2011年から国際文化研究所副所長。２014年筑波大学大学院博士課程単位取得退学。2020年3月、昭和女子大学定年退職。昭和女子大学名誉教授。
妻は、菊池百里子（東京大学東洋文化研究所助教、博士（学術））、実弟は戦跡考古学者の菊池実（元中国四川外国語大学教授、博士（歴史学））。
2013年12月ハノイ国家大学学術功労賞受賞。
2023年8月外務大臣表彰。
東南アジア考古学会長(2012-2016/3)、日本遺跡学会副会長（2015～2018）、一般社団法人日本考古学協会理事（2006-2010、2016-2020）などを歴任。

## 著書
- 『ベトナム日本町の考古学』 高志書院 2003年11月
- Nghien Cuu Do Thi Co Hoi An (ホイアン古都市の研究)  世界出版社、ハノイ 2010年
- 『ベトナム考古学を学んで－フィールド調査28年－』株スマッシュ、2020年
- 『ベトナム革命の隠れた英雄　チャン・ヴァン・ザウの生涯』本の泉社、2021年
- 『ヴォー・グエン・ザップ将軍とベトナム近現代史』本の泉社,2022年

## 共著
- 『近世日越交流史 日本町・陶磁器』 桜井清彦共編 柏書房 2002年5月
- 『海の道と考古学 インドシナ半島から日本へ 』阿部百里子共編 高志書院 2010年11月
- 『朱印船貿易絵図の研究』 菊池誠一編　思文閣出版 2014年2月
- 『アジアの戦争遺跡と活用』　菊池実共編　雄山閣　2015年8月
- 『水中文化遺産』　林田憲三編　勉誠出版　2017年6月
- 『菊池誠一先生・坂井隆先生退職記念論文集　港市・交流・陶磁器－東南アジア考古学研究－』雄山閣、2021

## 翻訳
- 『ベトナムの考古文化』 ハ・ヴァン・タン編著 六興出版 1991年4月 (人類史叢書)

## 参考
- 訳書略歴、J-GLOBAL